# Netzen
Netzen war bis 2002 eine selbstständige Gemeinde im Amt Lehnin, seit damals ist es Ortsteil der Gemeinde Kloster Lehnin im Landkreis Potsdam-Mittelmark des Bundeslandes Brandenburg.

## Lage
Netzen liegt nordwestlich von Lehnin in der Nähe der A2 und ist Teil der historischen brandenburgischen Landschaft Zauche. Die Landesstraße 88 führt durch den Ort. Östlich des Ortes befindet sich der Netzener See.

## Geschichte
Aus einer Kopie aus dem 15. Jahrhundert geht hervor, dass der Propst Heinrich des Domkapitels Brandenburg seinem Kaplan Burchardi, der auch Pfarrer in Netzen war, das Grundstück einer Mühle als Lehen in „Nydecem“ (Netzen) überträgt. Die Kopie enthält keine Jahreszahlen, aus der Regierungszeit des Dompropstes wird auf 1190 geschlossen.
Bis 1241 gehörte Netzen zum Domkapitel Brandenburg. Die Markgrafen Johann und Otto verkauften 1241 in Netzen 13 Hufen an das Kloster Lehnin, welches 1244 auch das Patronat und das Schulzenamt in Netzen mit den dazugehörigen Hufen erhielt. Die Markgrafen Johann und Otto verkauften schließlich 1252 Netzen an das Kloster Lehnin.
Die schriftliche Erwähnung des Dorfes und der slawische Ortsname verweisen darauf, dass es um 1200 in Netzen sowohl eine slawische Siedlung als auch eine Kirchengemeinde deutscher Kolonisten gab.
Bis zur Auflösung des Klosters Lehnin 1542 war Netzen Eigentum dieses Klosters. Von 1542 bis 1872 war Netzen Amtsdorf des königlichen Domäneamtes Lehnin.

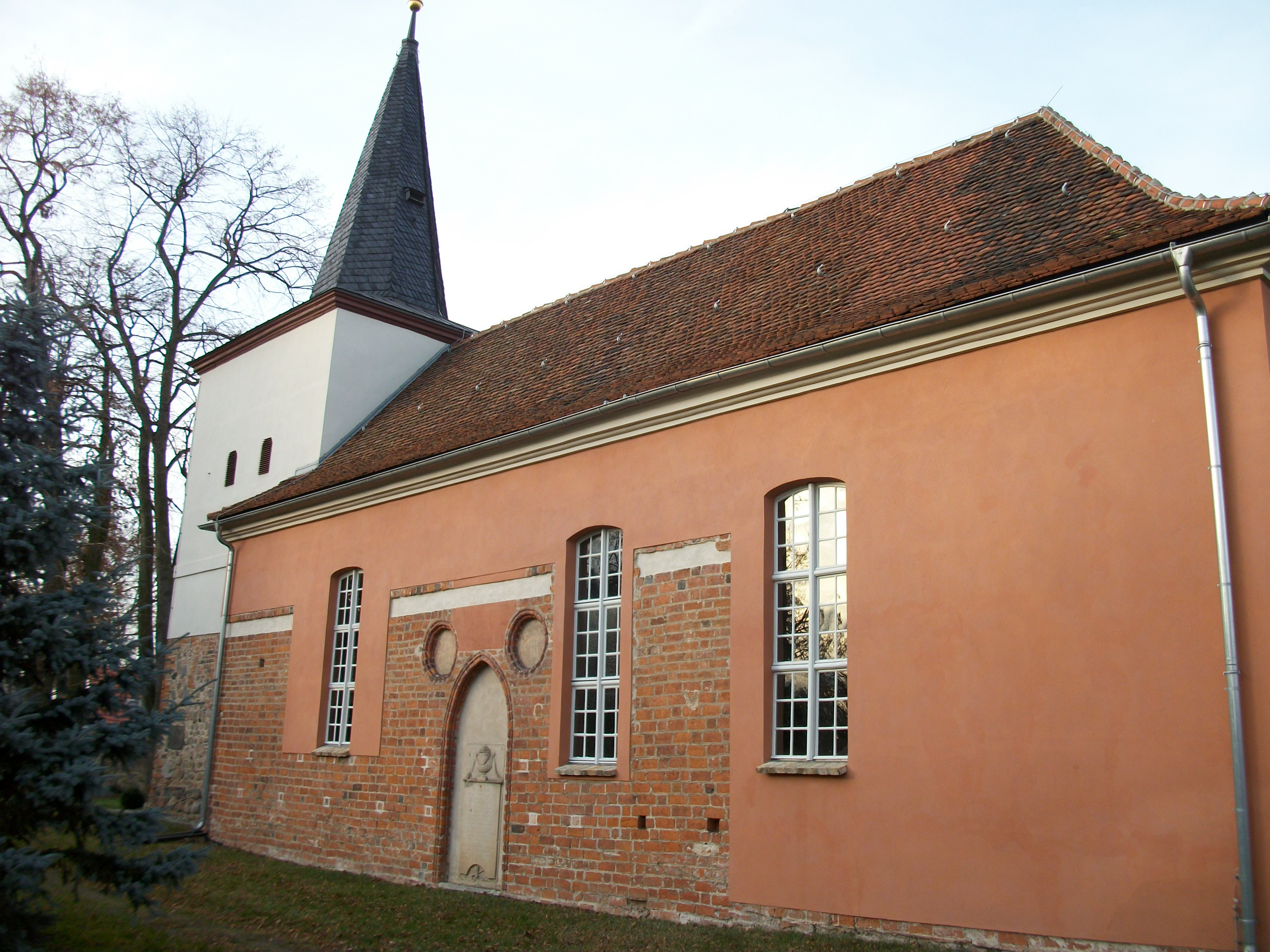
Kirche in Netzen, Südseite

Ende des 12. Jahrhunderts gab es mit Pfarrer Burchardi bereits eine Kirchengemeinde in Netzen. Die Errichtung einer neuen Kirche erfolgte am Ende des 14. Jahrhunderts als spätgotischer Backsteinbau mit einem spätmittelalterlichen Kirchturm aus Feldsteinen im unteren Bereich. Der obere Teil des Turmes besteht aus Lehmfachwerk. Das Turmdach besteht aus einem mittig aufgesetzten achteckigen verschieferten Knickhelm. Um 1450 ist Netzen Mutterkirche mit den Filialen Grebs und Nahmitz.
Im Dreißigjährigen Krieg wurde Netzen im Jahre 1630 von dem kaiserlichen Oberstleutnant Adam Georg von Putlitz geplündert. Um 1631 wurden das Pfarrhaus und seine Wirtschaftsgebäude zerstört.
Die Einwohnerzahl nahm erst im 18. Jahrhundert wieder deutlich zu, so dass 1776/77 der Neubau eines Schulhauses nötig wurde. Die Errichtung einfacher Feldbrennöfen zur Ziegelherstellung erfolgte 1783.

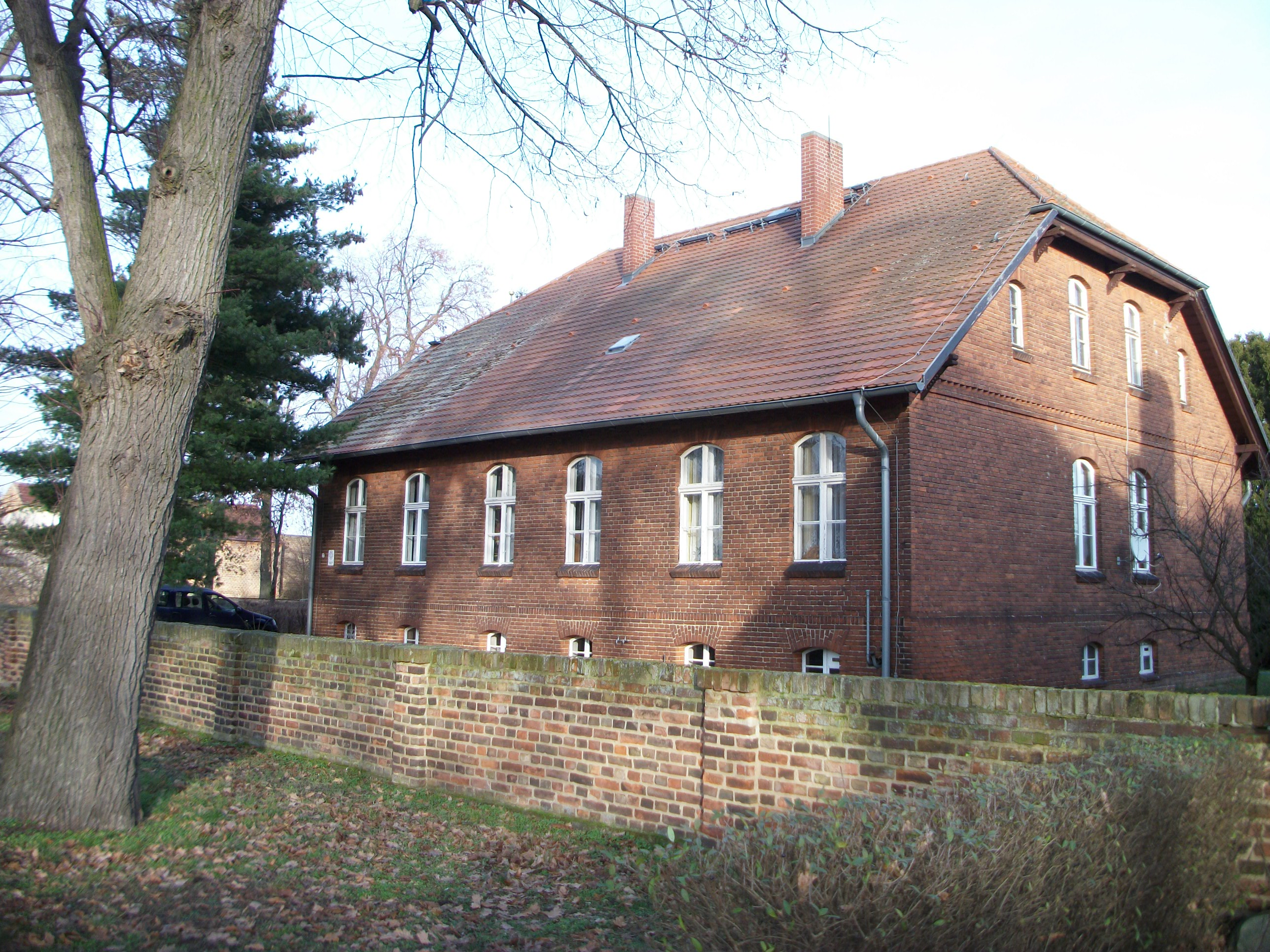
Pfarrhaus in Netzen

Im 19. Jahrhundert brachte die Ziegelproduktion in zwei Ziegeleien wirtschaftlichen Aufschwung. Als Transportweg für die Ziegel wurde 1871 der Emster Kanal gebaut. Die schnelle Zunahme der Bevölkerung in Netzen erforderte 1855 einen Neubau der Schule, dem 1898 ein zweites Schulhaus folgte. Im Jahre 1895 ist der Neubau des Pfarrhauses verzeichnet.

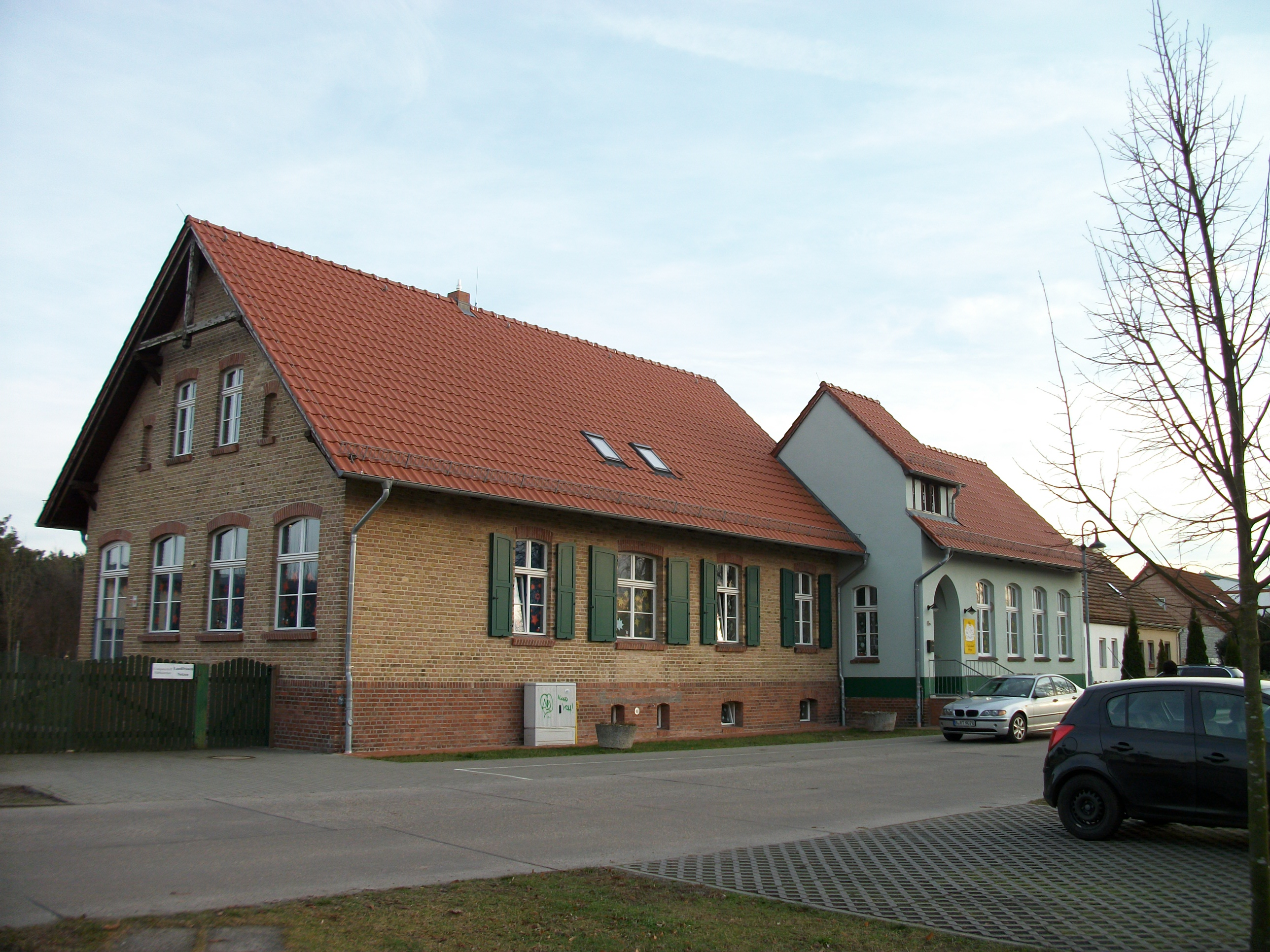
Schule von 1898 in Netzen, heute Mehrgenerationenhaus

Am Ende des 19. und Anfang des 20. Jahrhunderts setzte ein vielfältiges und reges Vereinsleben in Netzen ein. Es gab eine Reihe kleiner Handwerksbetriebe und Gaststätten.
Die Landwirtschaft wurde in Netzen bis nach den beiden Weltkriegen in Familienbetrieben geführt. Die neue Agrarpolitik führte 1953 zu einer Fluchtwelle von Bauern in die Bundesrepublik Deutschland. Die verlassenen Wirtschaften wurden zu einem Örtlichen Landwirtschaftsbetrieb (ÖLB) zusammengeschlossen, aus dem 1955 die LPG entstand. Seit 1990 existiert eine Agrargenossenschaft.

## Kultur und Sehenswürdigkeiten
Das Naturschutzgebiet Rietzer See ist Brutplatz seltener und bedrohter Vogelarten. Im Schutzgebiet gibt es als Besonderheit einige sehr seltene Binnensalzstellen am Nordufer des Netzener Sees und einzigartige Salzwiesen. Ein Rundweg von ca. 2,5 km Länge verläuft als Naturlehrpfad zwischen Netzen, dem Netzener See und der Brücke am Emster Kanal. Im Naturschutzgebiet gibt es einen Vogel-Beobachtungsturm und eine Naturbadestelle am Netzener See.
Die Netzener Landfrauen, als Teil des Kreislandfrauenverbandes Potsdam-Mittelmark, trägt durch vielfältige Aktivitäten zur Bereicherung des Kultur- und Gemeinschaftslebens in Kloster Lehnin bei. Die Wirkungsstätte ist das Mehrgenerationenhaus.

### Baudenkmale
In der Liste der Baudenkmale in Kloster Lehnin sind für Netzen acht Baudenkmale aufgeführt.